# Tour de la Tagliata
La tour de la Tagliata (en italien, Torre della Tagliata) est une tour côtière située dans la commune d'Orbetello, non loin de la colonie romaine de Cosa, juste en face des premières plages ferrugineuses qui commencent à l'est du promontoire d'Ansedonia. Le nom dérive de la soi-disant Tagliata étrusque, un ouvrage majestueux d'ingénierie hydraulique situé à proximité de la fortification,.

## Histoire
Une première fortification était déjà présente à l'époque médiévale à l'endroit où se dresse l'édifice actuel. La tour est le résultat des travaux de reconstruction qui ont eu lieu au XVIe siècle et qui sont devenus nécessaires pour mettre en œuvre le système de défense côtière de l'État des Présides.
Le bâtiment a subi quelques travaux de restauration au cours des siècles suivants et, une fois ses fonctions défensives achevées, il a été transformé en habitation. Entre la fin du XIXe et les premières décennies du XXe siècle, le célèbre compositeur Giacomo Puccini y séjourna également à plusieurs reprises et y trouva l'inspiration pour la composition de plusieurs de ses œuvres, dont Turandot.

## Description
La tour est composée de plusieurs niveaux, sur une section quadrangulaire qui repose sur une base de fondation en pierre cordonnée.
Un escalier caractéristique conduit au premier étage, où la porte d'entrée est précédée d'un pont ; la partie supérieure contient un petit bâtiment d'un côté, tandis que dans l'angle Sud-Ouest, se trouve une petite échauguette de section circulaire avec un toit en dôme.

## Galerie

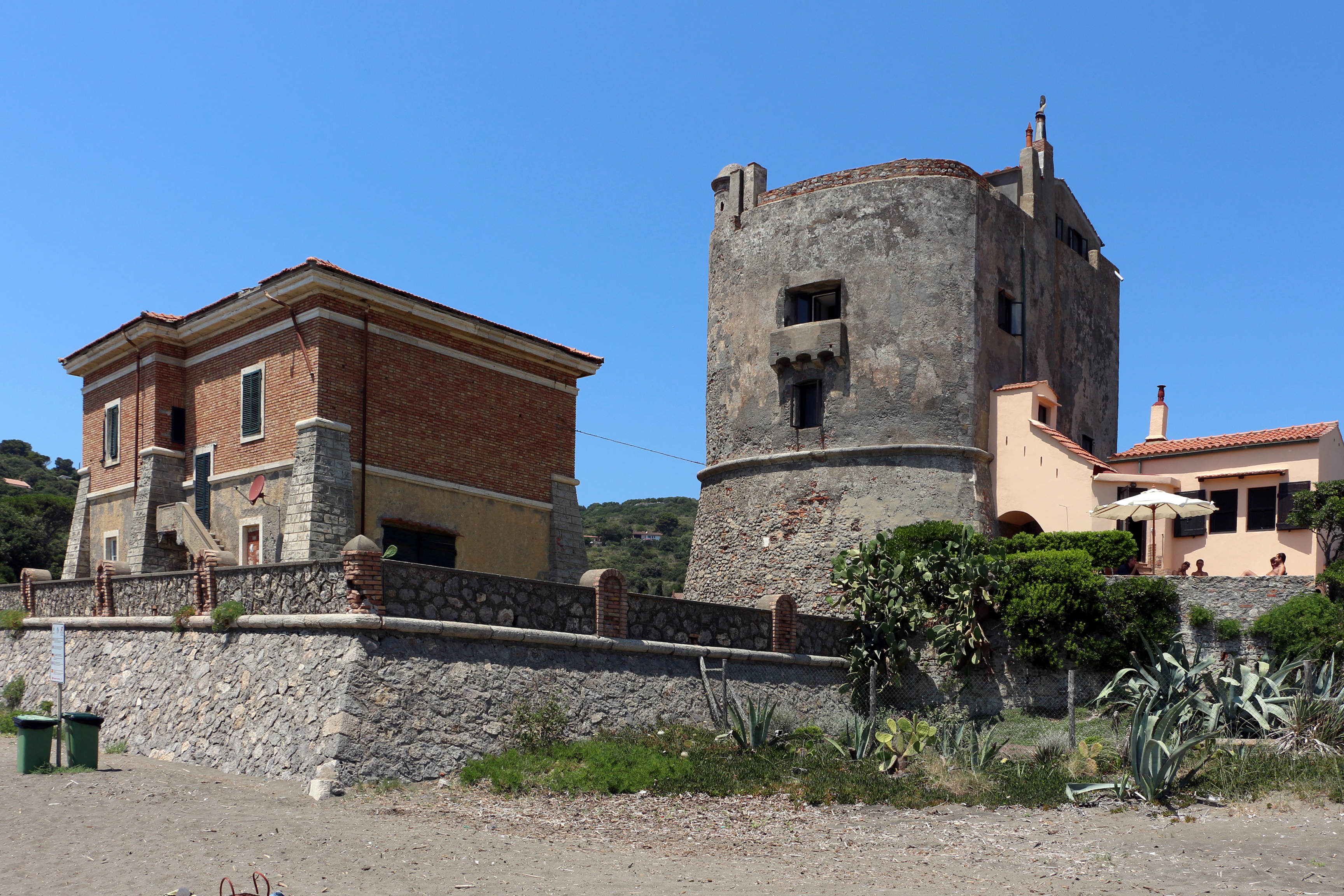
La tour dans son enceinte.
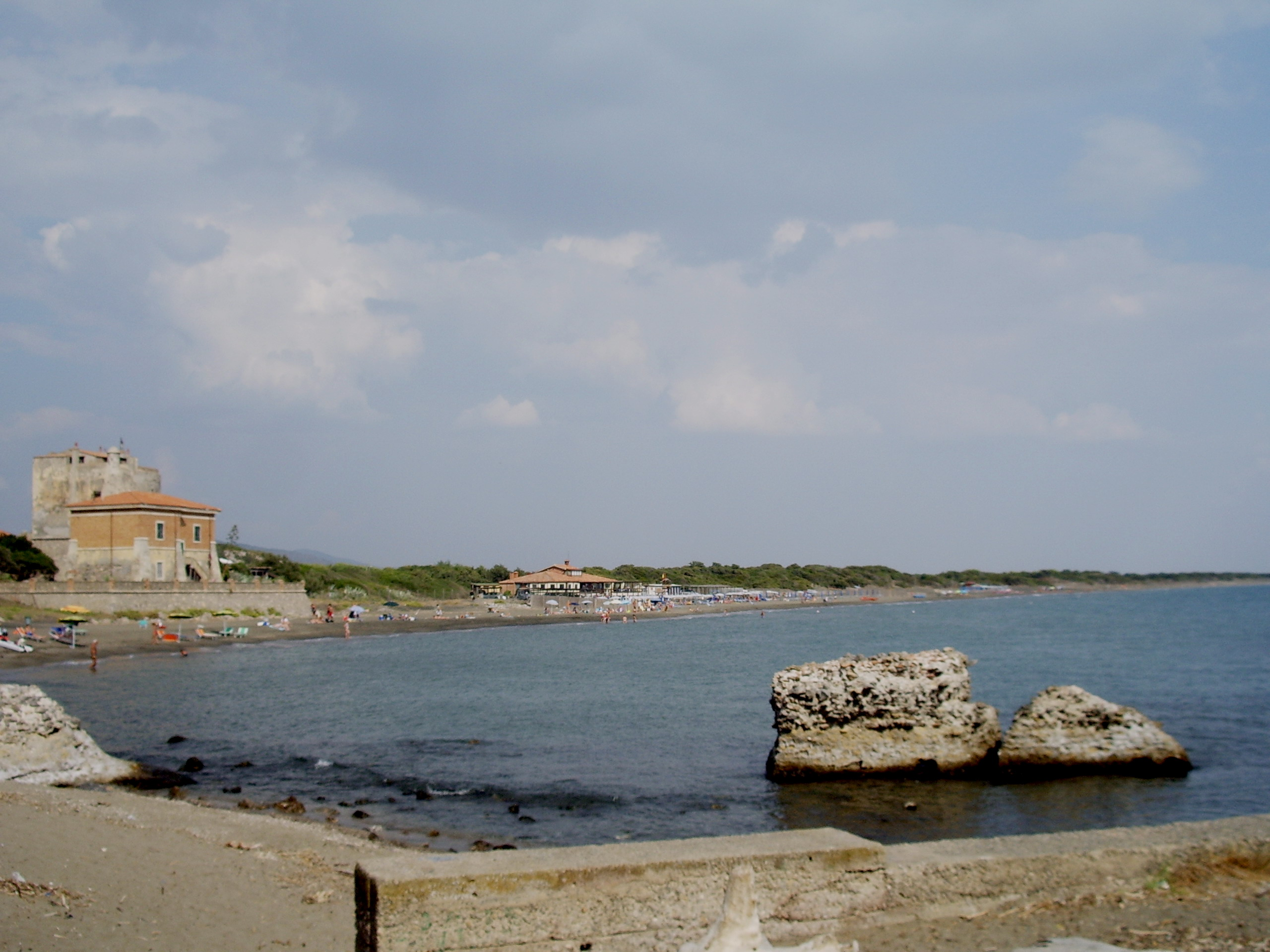
Vue de la mer.